# کولاچی (کوه)
کولاچی (به اسپانیایی: Volcán Colachi) یک کوه در شیلی است که در ال لوآ واقع شده‌است. کولاچی ۵٬۶۳۱ متر بالاتر از سطح دریا واقع شده‌است.